# 松井房治郎
松井 房治郎（まつい ふさじろう、1881年（明治14年）7月23日 - 1937年（昭和12年）12月10日）は、朝鮮総督府官僚。

## 経歴
京都府愛宕郡岩倉村（現在の京都市左京区）出身。1911年（明治44年）、東京帝国大学法科大学を卒業。大蔵省を経て、朝鮮総督府で財務部長や税関長を務め、全羅南道内務部長、慶尚南道内務部長、京畿道内務部長、京城府尹を歴任し、1929年（昭和4年）に咸鏡南道知事に就任した。
1930年（昭和5年）に退官した後は、朝鮮米穀倉庫株式会社社長、朝鮮郵船株式会社取締役、朝鮮農会副会長などを務めた。